# Generał bierze jeńca
Generał bierze jeńca (tyt. oryg. Një gjeneral kapet rob) – albański film fabularny z roku 1980 w reżyserii Spartaka Pecaniego, na motywach powieści Skendëra Hasko pod tym samym tytułem.

## Treść
Akcja filmu rozgrywa się w małej wsi położonej nad brzegiem morza. Trwa szkolenie wojskowe obrony cywilnej. Sytuacja ta pobudza wyobraźnię dzieci wiejskich do tego stopnia, że marzą o prawdziwej wojnie i w czasie zabawy naśladują znane im z książek wydarzenia z czasów wojny.
Film realizowano we Wlorze i w Himarze.

## Obsada
- Florenc Skëndaj jako Goni
- Enkela Doracaj jako Liria
- Eptan Lohja jako Petrit
- Genc Dautaj jako Gen. Bato
- Gent Strazimiri jako Fredi
- Endri Lulo
- Enrik Gjoka